# Logos (Schiff)
Die Logos ex Umanak war das erste Schiff des Missionswerks Operation Mobilisation (OM).

## Geschichte

### Umanak
Das 2.319 t große Einschraubenschiff wurde 1949 in Helsingør in Dänemark für Den Kongelige Grønlandske Handel gebaut. Das Schiff wurde für den Linienverkehr zwischen Dänemark und Grönland eingesetzt und absolvierte zwischen 1949 und 1968 insgesamt 152 Fahrten, durchschnittlich etwa acht jährlich. Dazu war das Schiff in den Jahren 1952 und von 1963 bis 1967 (mit Ausnahme von 1965) im grönländischen Küstenverkehr im Einsatz.
Im Januar 1957 befand sich das Schiff auf einer Reise von Dänemark nach Grönland, als es am Kap Farvel in einen so starken Schneesturm geriet, dass das Schiff vereiste. Wegen der Vereisung zerbrachen die Radioantennen und das Schiff verlor am 28. Januar die Radioverbindung und galt somit als verschollen. Die Passagiere mussten das beschädigte und an Stabilitätseinbußen leidende Schiff von rund 200 Tonnen Eis befreien. Schließlich gelang es, am 1. Februar in Qaqortoq einzulaufen. Die Fahrt führte zu einer Diskussion darüber, ob der Winterverkehr sicher genug sei. Der Kapitan Otto Andreas Møller und der Politiker Augo Lynge, der sich auf dem Schiff befunden hatte, forderten ein Beenden des Linienverkehrs im Winter. Da man aber der Meinung war, dass die Versorgung Grönlands auch im Winter unabdingbar war, wurde nichts geändert. Kurz zuvor war der Bau der Hans Hedtoft bekanntgegeben worden, die speziell für den Winterverkehr ausgerüstet wurde. Die Hans Hedtoft sank bei der Rückkehr von ihrer Jungfernreise exakt zwei Jahre später an genau derselben Stelle. Augo Lynge kam dabei ums Leben.
Am 22. Februar 1963 fiel ein Matrose über Bord und ertrank.
In den 1960er Jahren nahm der Flugverkehr in Grönland zu und der Verkehr zwischen Dänemark und Grönland wurde mehr und mehr mit deutlich schnelleren Flugzeugen durchgeführt. Dies führte dazu, dass das Schiff im Dezember 1968 in Kopenhagen aufgelegt und anschließend zum Verkauf angeboten.
Das Gästebuch der Umanak ist digitalisiert im Besitz des Grönländischen Nationalmuseums und -archivs.

### Logos
Koordinaten: 54° 58′ 12,7″ S, 67° 7′ 52,2″ W
Am 15. Oktober 1970 wurde die Umanak von OM aufgekauft und umfangreich renoviert sowie zum Bücher- und Hilfsschiff umgebaut, als Betreiber wurde die Firma Educational Book Exhibits (EBE) gegründet. Sie war das erste christliche Hilfsschiff dieser Art, seither wurden auch von anderen Missionsgesellschaften mehrere vergleichbare Schiffe in Dienst gestellt. Neben OM ist das Missionswerk Mercy Ships mit ihrem Flaggschiff Anastasis größter Betreiber solcher Schiffe.
Das umgebaute Schiff wurde in Logos umbenannt, nach logos (gr. λόγος, geschriebenes Wort) in Anlehnung an die Bibel. Die erste Fahrt der Logos im Dienst von OM erfolgte 1971. Schnell zeigten sich jedoch die Nachteile des für arktische Bedingungen ausgelegten Schiffs bei der vorwiegenden Verwendung in tropischen und subtropischen Gewässern.
1980 wurde die Logos im Chinesischen Meer zur Rettung von 92 vietnamesischen Bootsflüchtlingen eingesetzt, die hungernd und durstend in zwei Booten zusammengepfercht auf der See trieben.
Am 6. Januar 1988 lief die Logos im Beagle-Kanal vor Feuerland bei schlechtem Wetter auf einen Felsen auf, wurde schwer beschädigt und musste aufgegeben werden. Bei der Havarie kam jedoch kein Mensch zu Schaden. In den 17 Einsatzjahren bei OM lief das Schiff rund 250 Häfen in 103 Ländern an. Es wurden über sieben Millionen Besucher verzeichnet und über 51 Millionen Stück Literatur verkauft oder verteilt.
Das Wrack der Logos wurde von OM an die chilenische Marine übergeben, die es zeitweilig als Ziel für Übungsschüsse verwendete. Noch heute ist das Wrack teilweise zu sehen, der Schriftzug EBE am Schornstein deutlich zu erkennen. OM ersetzte das Schiff Ende 1988 durch die Logos II.